# 洗車行動
洗车行动（葡萄牙語：Operação Lava Jato）是巴西境內進行的一場贪腐丑闻調查活動。2014年3月，联邦警察库里提巴分局就一件洗錢案展開刑事調查，隨著調查的深入，越來越多的貪腐醜聞被曝出，  而且调查範圍擴大至巴西石油高管、多名政治人物、巴西众议院和联邦参议院议长、州长以及多名巴西公司高管。調查一直持續至2021年2月1日。
此次貪腐醜聞調查活動之所以叫洗车行动，是因為巴西利亚的一家洗车场率先被发现參與洗錢活動 :16  :60。 
包括费尔南多·科洛尔·德梅洛、米歇爾·特梅爾和路易斯·伊纳西奥·卢拉·达席尔瓦等在內的多位巴西总统均牽涉其中。 